# Expo Tel Aviv
Le Tel Aviv Convention Center (Israel Trade Fairs & Convention Center) (hébreu: מרכז הירידים והקונגרסים בישראל), est un centre de foire et de congrès dans le Nord de Tel Aviv, Israël, à côté de l'Université de Tel Aviv.
Il a été fondé en 1932 comme Foire d'Orient (ou Foire du Levant). 
Il dispose de dix salles et pavillons et d'un grand espace extérieur et peut accueillir jusqu'à 2 millions de visiteurs et 45 à 60 événements majeurs par an. 
Il a accueilli le 64e Concours Eurovision de la Chanson en mai 2019, à la suite de la victoire de la candidate israélienne Netta Barzilai l'année précédente. 

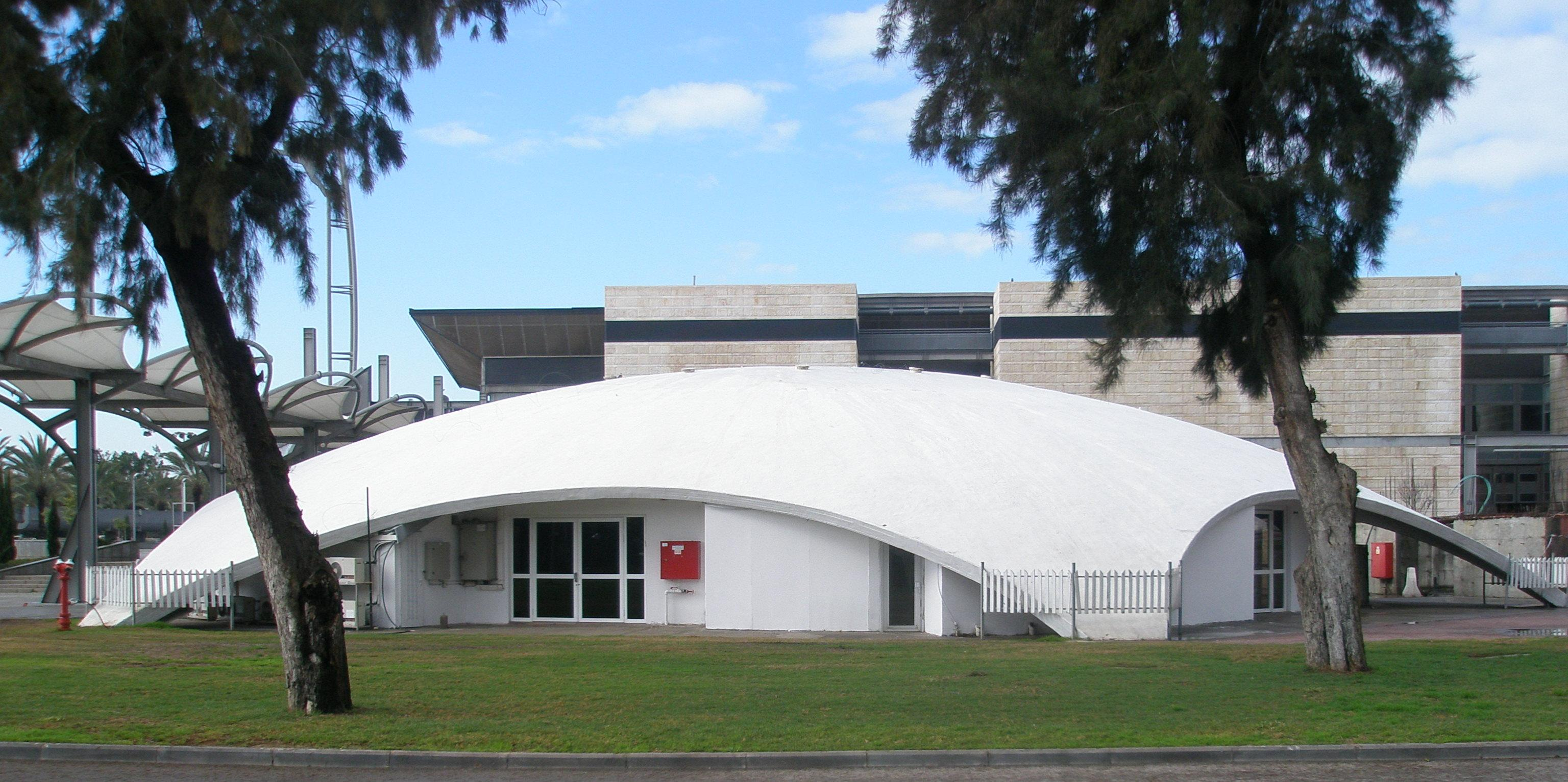
Vue extérieure d'un des pavillons.